# Pterostylis patens
Pterostylis patens är en orkidéart som beskrevs av John William Colenso. Pterostylis patens ingår i släktet Pterostylis och familjen orkidéer. Inga underarter finns listade i Catalogue of Life.